# کرباسو
کرباسو، روستایی در دهستان ماده کاریز بخش سفیدآبه شهرستان نیمروز در استان سیستان و بلوچستان ایران است.

## جمعیت
بر پایه سرشماری عمومی نفوس و مسکن در سال ۱۳۹۵، جمعیت این روستا برابر با ۳۹۰ نفر (۷۷ خانوار) بوده‌است.